# Thyllis splendens
Thyllis splendens är en tvåvingeart som beskrevs av Enrico Adelelmo Brunetti 1926. Thyllis splendens ingår i släktet Thyllis och familjen kulflugor.
Artens utbredningsområde är Madagaskar. Inga underarter finns listade i Catalogue of Life.